# 金剛瑜伽女學院

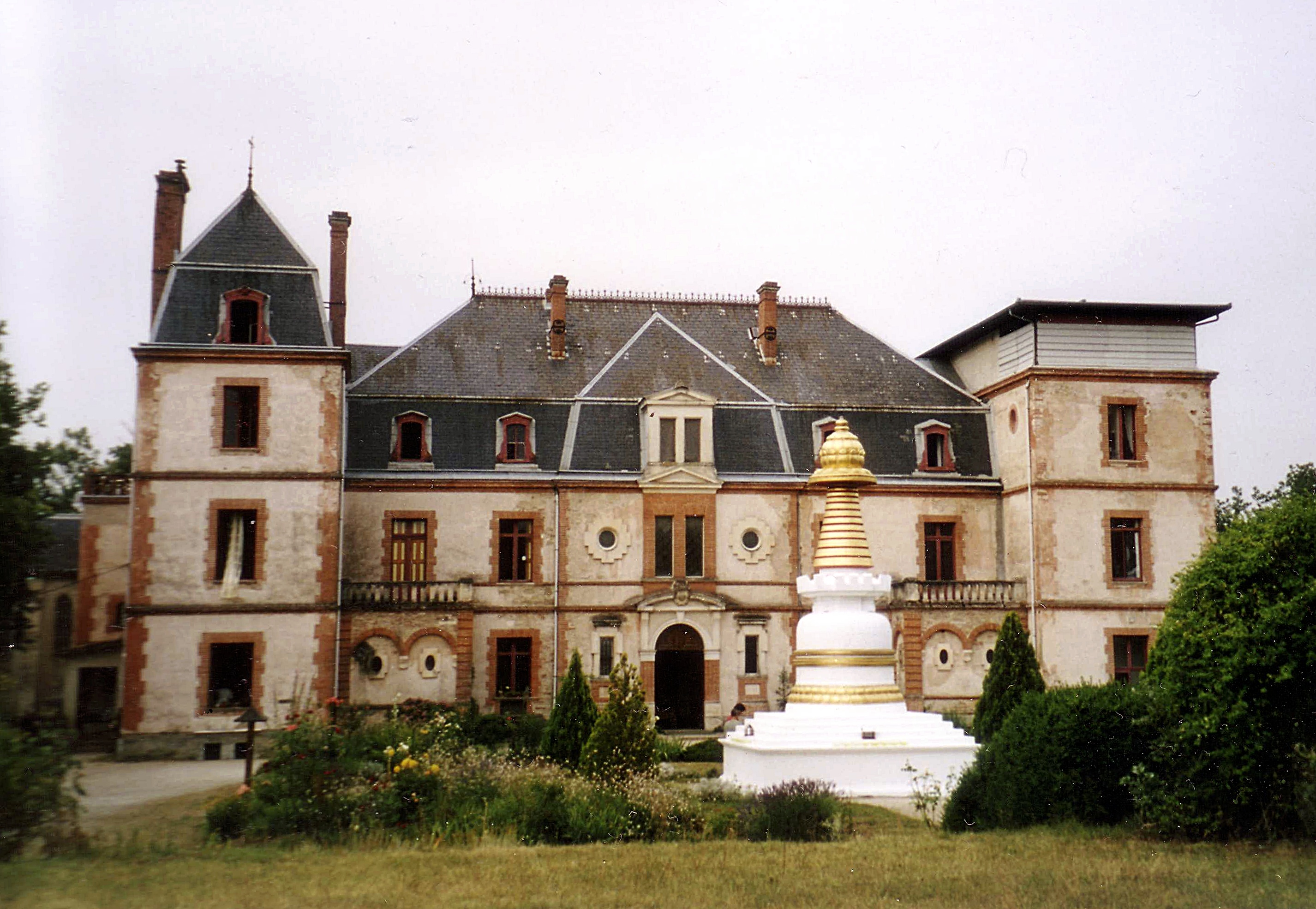
金剛瑜伽女學院

金剛瑜伽女學院（法語：L'Institut Vajra Yoginī），藏傳佛教格魯派法國弘法中心，坐落於法國西南方塔恩省馬爾藏斯市鎮的昂·克婁薩德城堡。
該學院由土丹耶喜喇嘛建立於1979年，屬於捍衛大乘傳統聯合會的組成部分。土丹耶喜喇嘛的弟子土丹索巴仁波切任名譽院長。
上世紀八十年代，西藏格魯派高僧洛桑丹傑格西到該學院，主持佛法傳授及宗教活動，直到他於2019年10月圓寂為止。洛桑丹傑格西率金剛瑜伽女學院曾於1982年和1993年兩次接待過到訪該學院的西藏宗教領袖達賴喇嘛。
土丹耶喜喇嘛的轉世者丹津奥瑟仁波切，於成年後時常在該學院弘揚佛法。
該學院影響日益擴大，已成為法國的一處重要佛學中心。

## 外部鏈接
http://www.institutvajrayogini.fr/ （页面存档备份，存于）
https://www.youtube.com/watch?v=fYEdiQXQ32E
https://www.youtube.com/watch?v=HW_vdNkMPpg （页面存档备份，存于）